# Michel Pierre Antoine Laurent Agar de Mosbourg
Michel Pierre Antoine Laurent Agar, comte de Mosbourg (* 19. November 1824 in Paris; † 16. Mai 1892 ebenda) war ein französischer Diplomat.

## Leben
Laurent Agar de Mosbourg war einziger Sohn des französischen Staatsbeamten Jean Antoine Michel Agar, des ehemaligen Finanz- und Außenministers des Großherzogtums Berg und Finanzministers des Königreichs Neapel, aus dessen zweiter Ehe mit Alexandrine Andrée Janet (ca. 1795–1874). Den erblichen Titel eines bergischen Comte de Mosbourg (Graf von Mosbourg, abgeleitet von Schloss Morsbroich), den der Vater 1807 nach der Eheschließung mit Großherzog Joachim Murats Großnichte Alexandrine Andrieu (1791–1811) verliehen bekommen hatte, bestätigten sowohl der preußische König Friedrich Wilhelm III. als auch Ludwig XVIII. von Frankreich (11. Mai 1816).
Agar de Mosbourg beschritt eine diplomatische Laufbahn. 1849 wurde er Sekretär der französischen Gesandtschaft in Sankt Petersburg. Von 1856 bis 1867 diente er als Erster Sekretär der französischen Botschaft in Wien. Von 1867 bis 1870 war er im Range eines außerordentlichen Gesandten und bevollmächtigten Ministers Chef der französischen Mission zu Karlsruhe im Großherzogtum Baden, anschließend bis 1871 französischer Botschafter in Österreich. Für seine diplomatischen Dienste wurde er 1857 als Ritter in die Ehrenlegion aufgenommen und dort 1863 zum Offizier sowie 1871 zum Kommandeur befördert.
Bekannt war Agar de Mosbourg für seine Bibliophilie. Seltene und wertvolle Bücher, die er vor allem im Hôtel Drouot erwarb, sammelte er und forschte in ihnen. Auch als Gründer einer freien Schule für Mädchen (École de Saint Laurent) machte er sich einen Namen. Unverheiratet verstarb er im Alter von 67 Jahren als letzter Comte de Mosbourg.